# Ћутање професора Мартића
„Ћутање професора Мартића” је југословенски ТВ филм из 1978. године. Режирао га је Зоран Сарић који је написао и сценарио.

## Улоге
| Глумац                   | Улога           |
| ------------------------ | --------------- |
| Шпиро Губерина           |                 |
| Миодраг Кривокапић       |                 |
| Радослав Рале Миленковић |                 |
| Хермина Пипинић          |                 |
| Тихомир Плескоњић        |                 |
| Милош Жутић              | Професор Мартић |